# Atomosia cyanescens
Atomosia cyanescens är en tvåvingeart som beskrevs av Camillo Rondani 1848. Atomosia cyanescens ingår i släktet Atomosia och familjen rovflugor. Inga underarter finns listade i Catalogue of Life.